# Quessigny
Quessigny település Franciaországban, Eure megyében. Lakosainak száma 138 fő (2018. január 1.). Quessigny La Forêt-du-Parc, Fresney és Saint-André-de-l’Eure községekkel határos.

## Népesség
A település népességének változása:
| Lakosok száma | 80   | 139  | 64   | 80   | 88   | 127  | 120  | 118  | 135  | 138  |
|               | 1962 | 1968 | 1982 | 1990 | 1999 | 2008 | 2011 | 2013 | 2017 | 2018 |